# Geografía de Belice
Belice es una pequeña nación en Centroamérica, situada a 17°15' al norte del ecuador terrestre y a 88°45'W del meridiano de Greenwich en la península de Yucatán. Es el único país de América central que no tiene costa en el océano Pacífico. En cambio, forman parte del territorio de Belice numerosos arrecifes de coral, cayos e islas al este del país, en el mar Caribe, formando la barrera de arrecifes de Belice, la mayor del hemisferio occidental con 322 km y la segunda del mundo después de la Gran Barrera de Arrecifes
El norte de Belice consiste principalmente en planicies costeras pantanosas, en algunos sitios densamente forestadas. En el sur se encuentra una parte de la pequeña cadena montañosa de los Montes Maya, cuyo punto más elevado en territorio de Belice es Doyle's Delight, con 1124 m. Belice se localiza entre los ríos Hondo y Sarstún. El río Belice, el más largo del país, con 290 km, atraviesa el centro del país.
El clima es tropical y generalmente muy caliente y húmedo. La estación de las lluvias va desde mayo hasta noviembre y es frecuente que haya huracanes e inundaciones.
Belice reclama una zona económica exclusiva de 200 millas náuticas (370,4 km) y un mar territorial de 12 millas náuticas (22,2 km). Desde la boca del río Sarstún a Cayo Ranguana, el mar territorial de Belice es de 3 millas náuticas (5,6 km) por acuerdos con Guatemala.

## Relieve

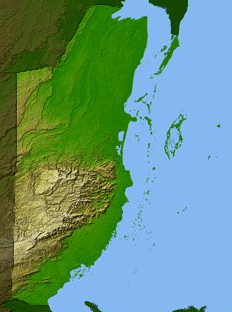
Mapa topográfico de Belice.

Belice se divide en dos regiones físicas principales. El aspecto más llamativo de una de ellas son los Montes Maya y sus cuencas y mesetas asociadas, que dominan totalmente la estrecha llanura costera en la mitad sur del país. Las montañas alcanzan los 1000 m de altitud, con el punto más alto en Doyle's Delight (1.124 m) en la sierra de Cockscomb, una rama de los Montes Maya en el oeste de Belice. Estas montañas están cubiertas de suelos delgados, muy erosionados y poco fértiles, generalmente con densos bosques que hacen las tierras altas inhabitables.
La otra región comprende las tierras bajas del norte y la llanura costera meridional. Esta zona está drenada por dieciocho ríos principales y numerosas corrientes perennes. La línea costera es llana y pantanosa, especialmente en las partes norte y central del país. En la zona occidental de las zonas costeras del norte, el terreno cambia desde los manglares pantanosos a sabana tropical con pinos y bosques de maderas duras.

### Barrera de arrecifes de Belice

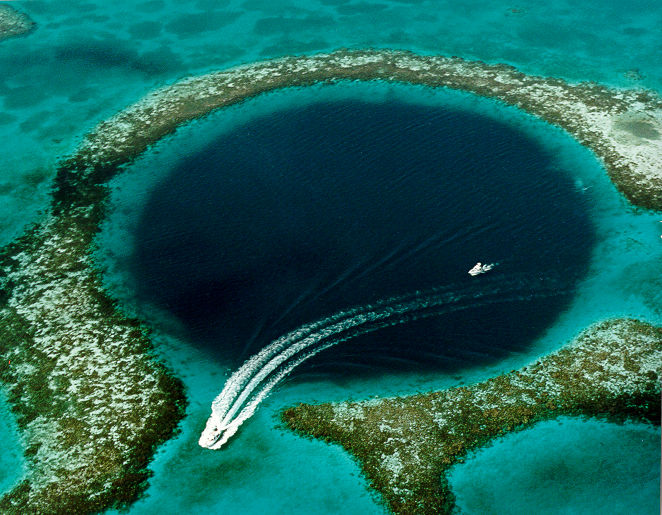
El Gran Agujero Azul de Belice

La barrera de arrecifes de Belice es una serie de arrecifes de coral que recorren la costa de Belice, a unos 300 m de distancia en el norte y a 40 km en el sur, en los límites del país. Ocupa una sección de unos 300 km de longitud del Sistema de arrecifes Mesoamericano que se continúa desde Cancún, al nordeste de la península de Yucatán, a través de la Riviera Maya hasta Honduras, formando uno de los sistemas de arrecifes más grandes del mundo.
En 1996 fue declarado patrimonio de la humanidad por la Unesco. En él se encuentran 70 especies de coral duro, 36 especies de coral blando, al menos 500 especies de peces y cientos de invertebrados de los que muchos están por descubrir. En el conjunto hay 450 cayos y 3 atolones que tienen en conjunto unos 960 km² de superficie.
Destaca el atolón del Gran Agujero Azul, un gran sumidero de 300 m de anchura y 123 m de profundidad, y los cayos de Ambergris, de 40 km de largo y 1,6 km de anchura; Cayo Corker, Cayo Chapel (con campo de golf) y Cayo San Jorge. Todos están habitados y son centros turísticos.

#### Atolones de Belice

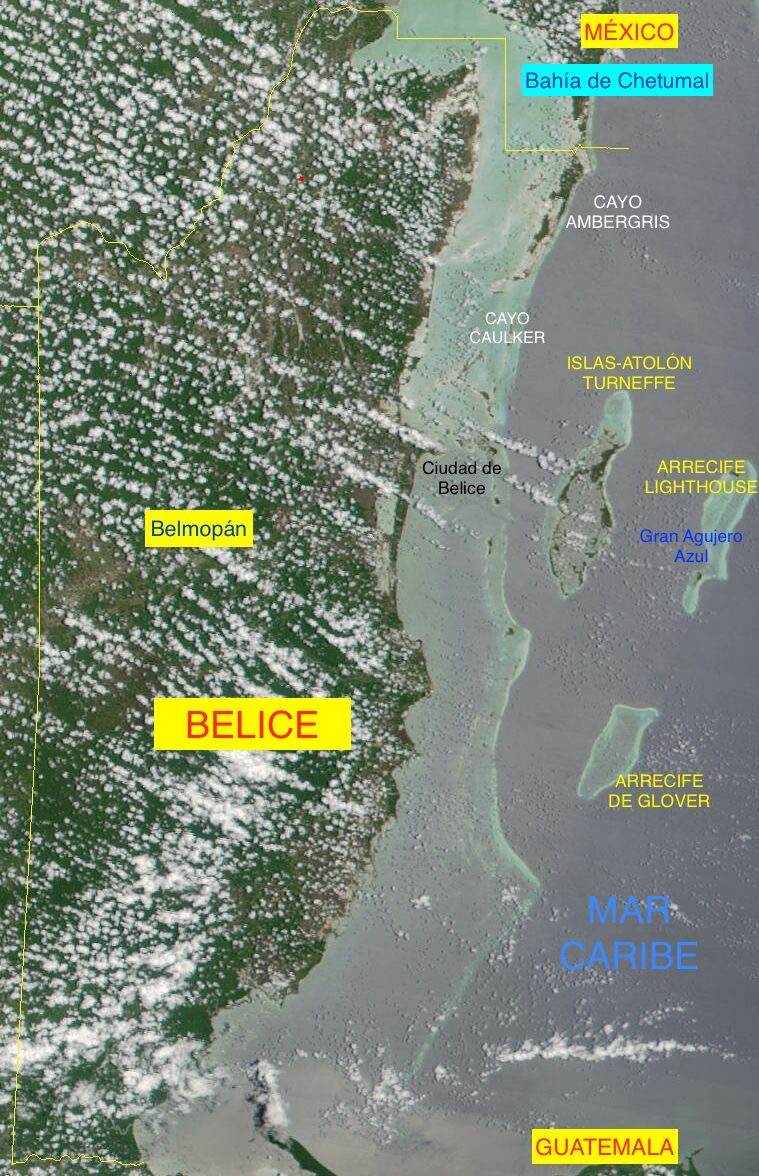
Imagen de satélite con los atolones de Belice

Un atolón es una isla coralina con forma de anillo más o menos circular pero también un conjunto de varias islas pequeñas que forman parte de un arrecife de coral con una laguna interior comunicada con el mar. En Belice hay tres importantes.
- Lighthouse Reef (Arrecife de Lighthouse), unos 80 km al este de Ciudad de Belice, unos 36 km de longitud de norte a sur, y 8 km de anchura. Forma una laguna en su interior de 120 km² y entre 2 y 6 m de profundidad. Destacan los cayos de Sandbore, Norte, Half Moon, Largo, Saddle y Hat.
- Islas Turneffe, a unos 40 km al este de Ciudad de Belice, al oeste del Arrecife de Lighthouse y al sur de Cayo Ambergris y Cayo Caulker. Tiene unos 48 km de largo de norte a sur y unos 16 km de anchura. Posee más de 150 islas con manglares y una veintena de cayos con sabana y cocoteros. Hay cocodrilos, langostas, moluscos, corales, tortugas, manatíes, delfines, aves marinas, etc. En el extremo norte se encuentra Cayo Mauger, con el faro que da nombre al atolón.[5]
- Glover's Reef (Arrecife de Glover), al sur de Turneffe, parcialmente sumergido, a 45 km de la costa. Tiene 32 km de largo de norte a sur y 12 km de ancho. En la laguna hay unos 850 arrecifes e islotes emergiendo del agua. La reserva marina posee unos 350 km².[6]

#### Cayos de Belice

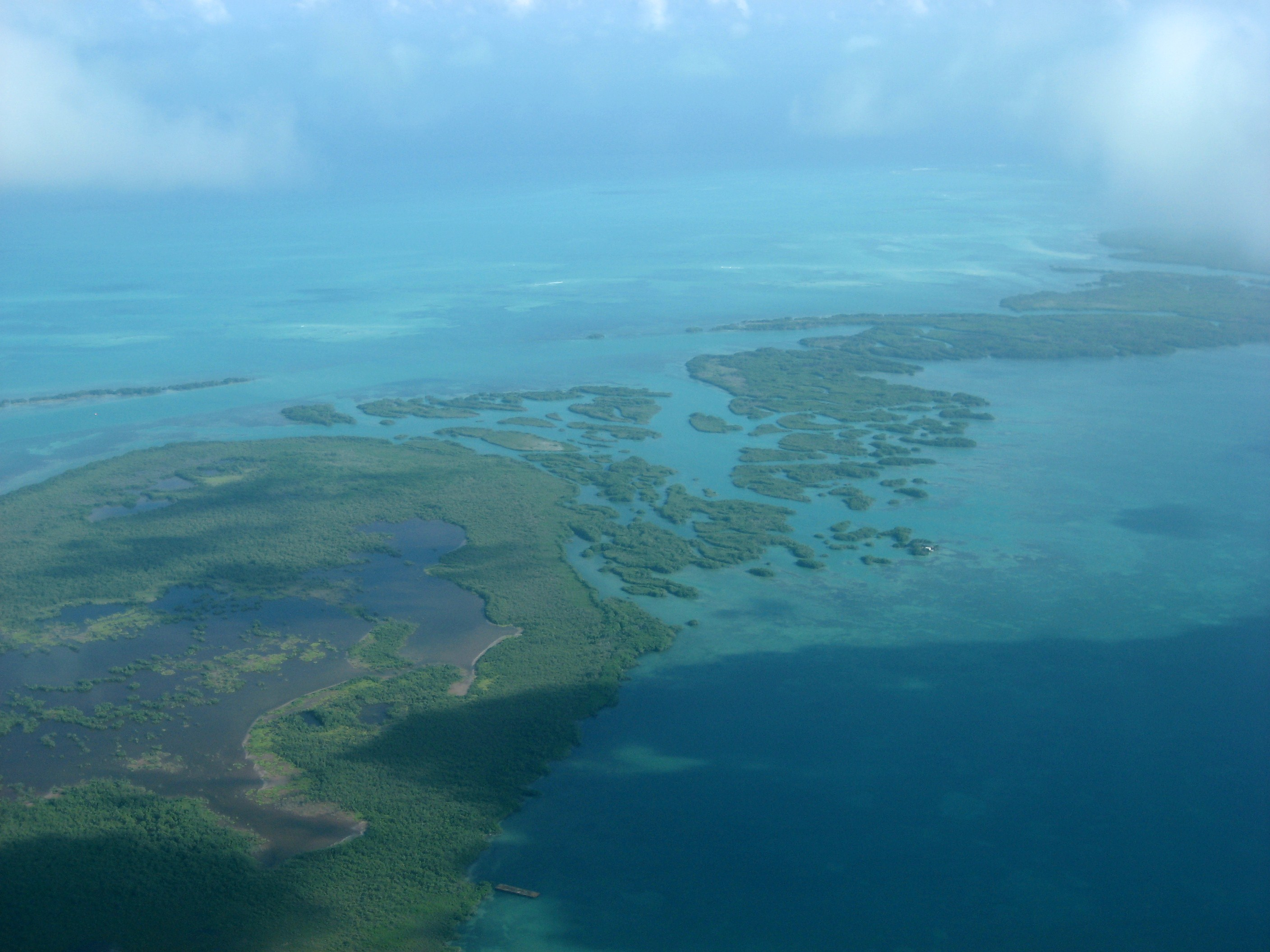
Cayos Hicks, en Belice

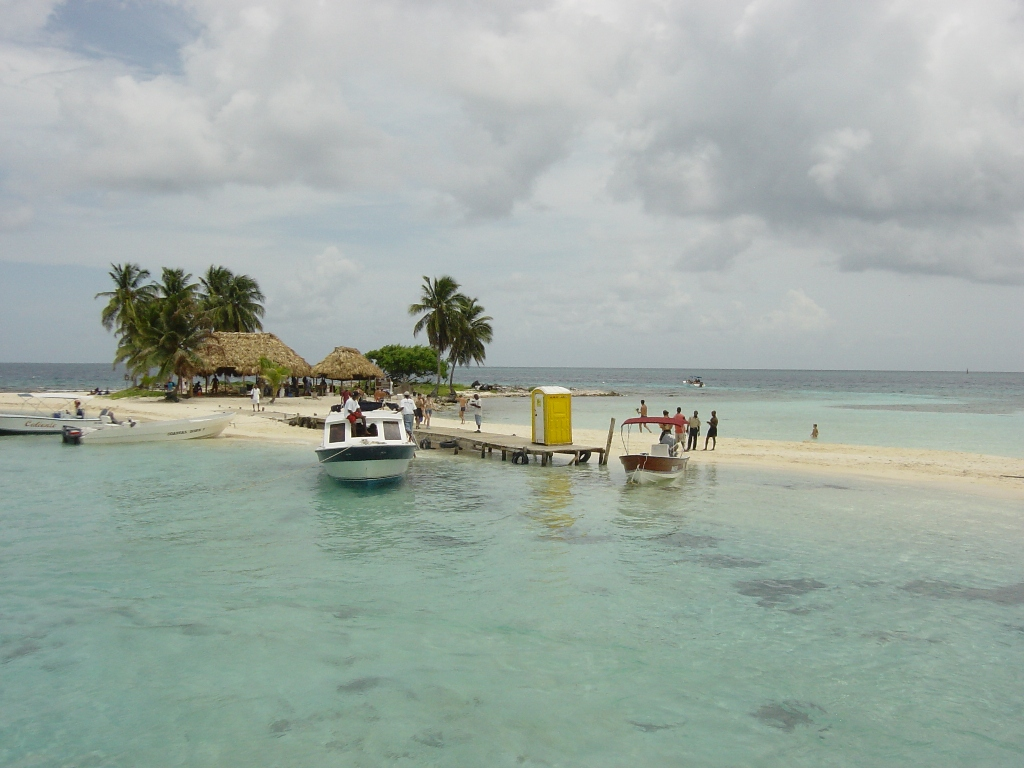
Cayo Goff, en Belice

Un cayo es una pequeña isla con una playa poco profunda que suele formar parte de un arrecife de coral. Los cayos de Belice son famosos por su carácter turístico y por la gran cantidad que existen, cerca de 200, en los más de 320 km de su arrecife de coral, a unos 40 km de la costa. Entre los más destacables figuran:
- Cayo Ambergris
- Cayo Blackadore, propiedad de Leonardo DiCaprio
- Cayo Espanto
- Cayo Corker
- Cayo Baby Roach
- Cayos Hicks, grupo de islas al sur de la bahía de Chetumal, entre los cayos de San Jorge y Chapel.
- Cayo Chapel
- Cayo Goff
- Cayo San Jorge (Saint George's Caye). Aquí se celebran cada año la captura de Cayo Cocina (1779), como lo llamaban los españoles durante la guerra anglo-española de 1779 por la independencia de EE. UU., pero sobre todo la batalla del cayo San Jorge (1798) en la misma guerra, con victoria británica, del 3 al 10 de septiembre de 1798, que acaba con el dominio español de la región.
- Cayo Half Moon
- Cayo Laughing Bird
- Cayo Largo
- Cayo Moho
- Cayo Northern
- Cayo Sandbore
- Cayo Sapodilla, atolón deshabitado en el golfo de Honduras. Forma parte de la reserva marina del mismo nombre.
- Cayo Sumba
- Cayo Tabaco
- Cayo Harvest, propiedad de la línea de cruceros Norwegian Cruise Line

## Hidrografía

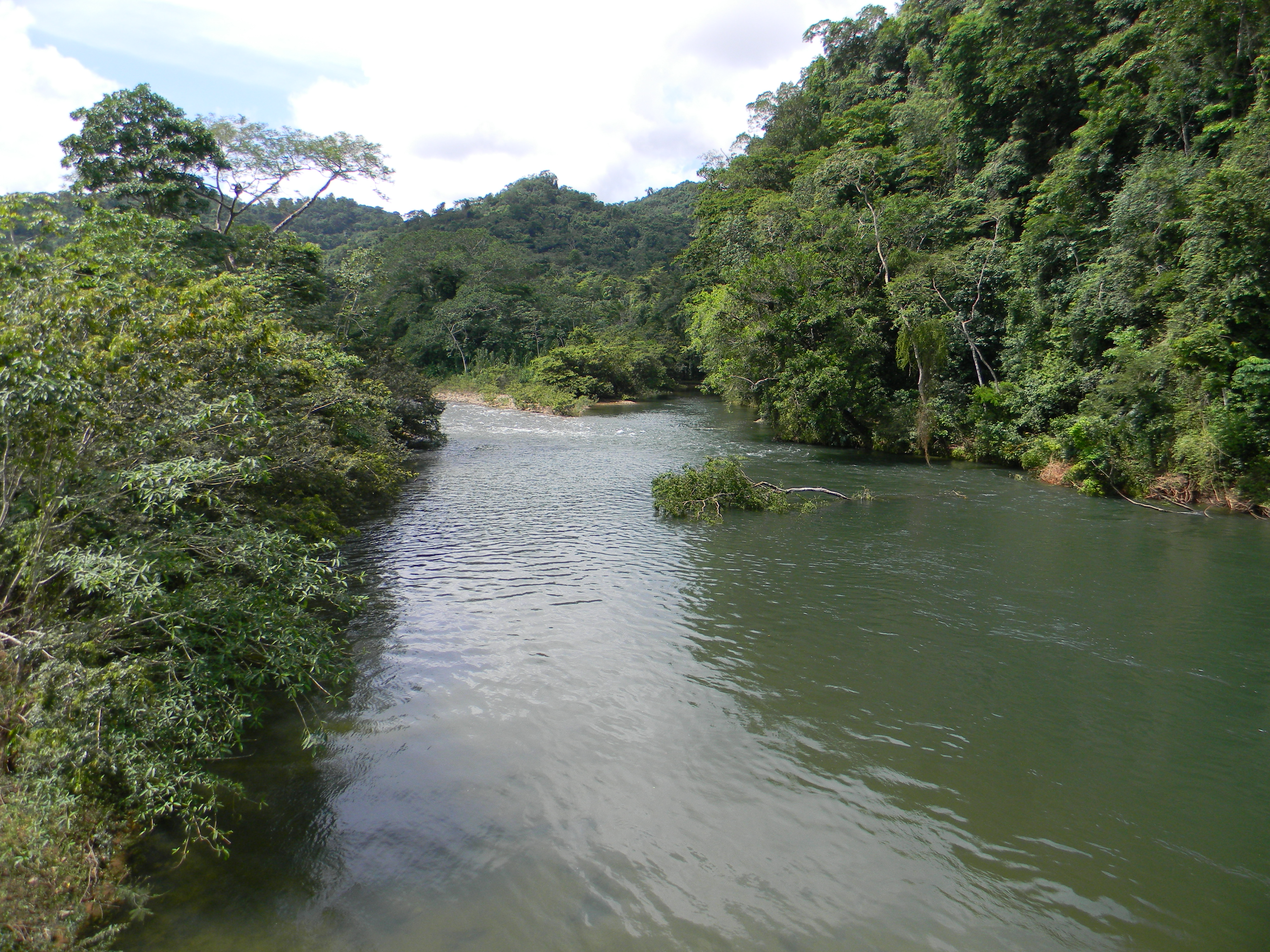
Río Sibun visto desde el puente sobre la carretera de Hummingbird HWY.

El entrelazamiento de ríos, arroyos y lagunas ha jugado un papel importante en la historia geográfica de Belice. El río más importante es el río Belice, que drena más de la cuarta parte del país y discurre desde el borde septentrional de los Montes Maya a través del centro del país hasta desembocar cerca de la Ciudad de Belice. También conocido como Old River (Río Viejo) el río Belice es navegable desde la frontera con Guatemala, a través de uno de sus afluentes, el río Mopán, y sirve como arteria principal de comercio y comunicaciones entre el interior y la costa durante el siglo XX. De hecho, el río Belice se forma por la confluencia de los ríos Mopán, procedente de Guatemala, y Macal, procedente del parque nacional Chiquibul. Donde este parque coincide con la Reserva forestal de Mountain Pine Ridge se ha construido el embalse de Chalillo, que tiene una presa de 45 m de altura y ha dado lugar al lago de Chalillo, en el río Macal, con el consiguiente impacto medioambiental.
Otros ríos importantes de Belice son el Hondo, el Sibun, el Nuevo y el Sarstún. El río Hondo marca la frontera norte de Belice con México y se forma también de la unión de dos ríos, el río Azul (Blue Creek en Belice) y el río Bravo o Chanchich, ambos procedentes de Guatemala. El río Bravo se conoce en Guatemala como río Holmul y en su cuenca se hallan importantes ruinas mayas, como Tikal; en la parte de Belice se ha creado el Área de conservación Río Bravo.
El río Hondo es la mayor corriente superficial permanente de la península de Yucatán. El río Sibun drena el extremo nordeste de los Montes Maya y desemboca en una zona de manglares al sur de Ciudad de Belice. El río Nuevo atraviesa el norte del país y es el río más largo que pertenece únicamente a Belice. Discurre a través de plantaciones de azúcar. El río Sarstún marca la frontera de Belice con Guatemala, donde nace, por el sur.
Otros ríos destacables son: el arroyo Chaa, afluente del río Macal; el río Azul (Blue Creek en Belice), afluente del río Hondo en la frontera con México. y el pequeño río Barton Creek, afluente del río Belice y en cuyo curso hay dos comunidades menonitas.

## Geología
La geología de Belice consiste en una amplia variedad de calizas, con la notable excepción de los montes un gran bloque de granito Paleozoico intrusivo levantado, y zonas sedimentarias a lo largo del nordeste y el sudoeste en la parte central del país. Varias fallas atraviesas estad tierras altas, pero la mayor parte de Belice está fuera de las zonas tectónicamente activas que son frecuentes en América central. Durante el periodo Cretácico, lo que es ahora la parte occidental de los montes Maya ascendió por encima del nivel del mar, creando la superficie terrestre más antigua de América Central, la meseta de Mountain Pine Ridge.
Las accidentadas regiones que rodean los montes Maya están formadas por calizas del Cretáceo. Estas áreas de caracterizan por una topografía kárstica tipificada por numerosos cenotes, cavernas y corrientes subterráneas. En contraste con Mountain Pine Ridge, algunos de los suelos de esta región son bastante fértiles y han sido cultivados durante los últimos 4000 años.
Gran parte de la mitad norte de Belice yace sobre la plataforma de Yucatán, una región estable tectónicmente. Aunque llana en general, esta parte del país tiene zonas accidentadas de terrenos kársticos, como las colinas Yalbac que siguen el borde occidental con Guatemala y las colinas Manatí entre la Ciudad de Belice y Dangriga. La llanura costera está cubierta de depósitos aluviales de diversa fertilidad.

## Clima

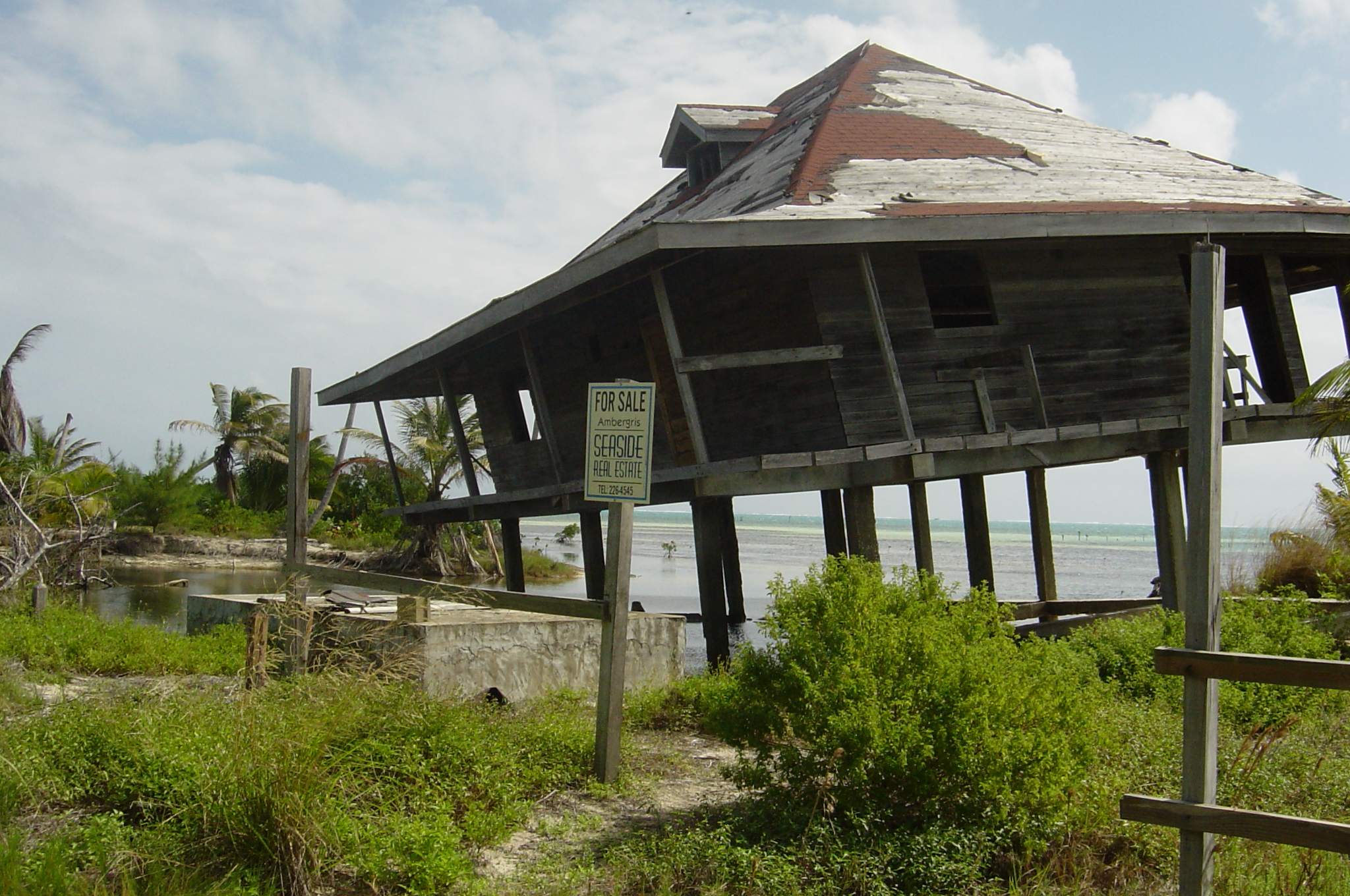
Vivienda dañada por un huracán en San Pedro, Cayo Ambergris, norte de Belice.

Belice tiene clima tropical con estaciones seca y húmeda acusadas, aunque hay variaciones significativas según la región. Las temperaturas varían con la altura, la proximidad de la costa y los efectos moderadores de los vientos alisios del nordeste procedentes del mar Caribe. La media de temperaturas en las regiones costeras varía de 23.oC en el norte, 24.oC en el sur y 25.oC en Cayo Ambergris, la isla más grande de Belice. Las temperaturas son ligeramente más altas en el interior, excepto en las altas mesetas del sur, como en las Mountain Pine Ridge, donde son notablemente más frescas. En general, las variaciones estacionales son mayores en cuanto a humedad y precipitaciones que en cuanto a temperaturas.
De diciembre a marzo, Belice es alcanzado a veces por el Norte, un viento procedente de los EE. UU. que a veces trae nubes y lluvia, y un poco más de fresco por las noches, con temperaturas que pueden bajar hasta los 15.oC. Los días más cálidos del año se dan en abril y mayo, y son tórridos a veces en el interior. En mayo empiezan a producirse tormentas, especialmente en el sur, donde empieza antes la temporada de lluvias. En la época lluviosa, de junio a octubre, las temperaturas medias suben a 27-28.oC, con máximas de 30.oC. De diciembre a enero, las lluvias son menos abundantes, pero más prolongadas y menos temopestuosas.
La media de las precipitaciones varía considerablemente, desde 1.350 mm en el norte a unos 4.500 mm en el extremo sur. Las variaciones estacionales son mayores en el norte y las regiones centrales del país, donde, entre enero y abril o mayo, caen menos de 100 mm por mes. La estación seca es más corta en el sur y normalmente solo dura de febrero a abril. Un periodo más corto, menos lluvioso, conocido localmente como little dry (sequito) tiene lugar usualmente entre finales de julio o agosto, después de la aparición inicial del periodo lluvioso.
En ciudad de Belice, en la costa, caen unos 1900 mm en 133 días, con menos de 100 mm entre febrero y abril, un mínimo de 40 mm en marzo y un máximo de 300 mm en octubre. En la capital, Belmopán, en el interior, caen unos 2.000 mm, con un máximo en julio de 320 mm y un mínimo de 50 mm en abril. Las temperaturas oscilan entre los 18-27.oC de enero y los 22-31.oC de mayo.
En el sur, en Punta Gorda, cerca de la frontera con Guatemala, caen unos 3.800 mm, con un máximo de 735 mm en julio. Luego, las lluvias disminuyen progresivamente hasta los 90 mm en marzo y abril.
En los Montes Maya, el tiempo se mantiene más nuboso debido a que incluso en época seca, los alisios generan nubes en las montañas. En San Ignacio, detrás de las montañas, caen 1.500 mm.

### Huracanes

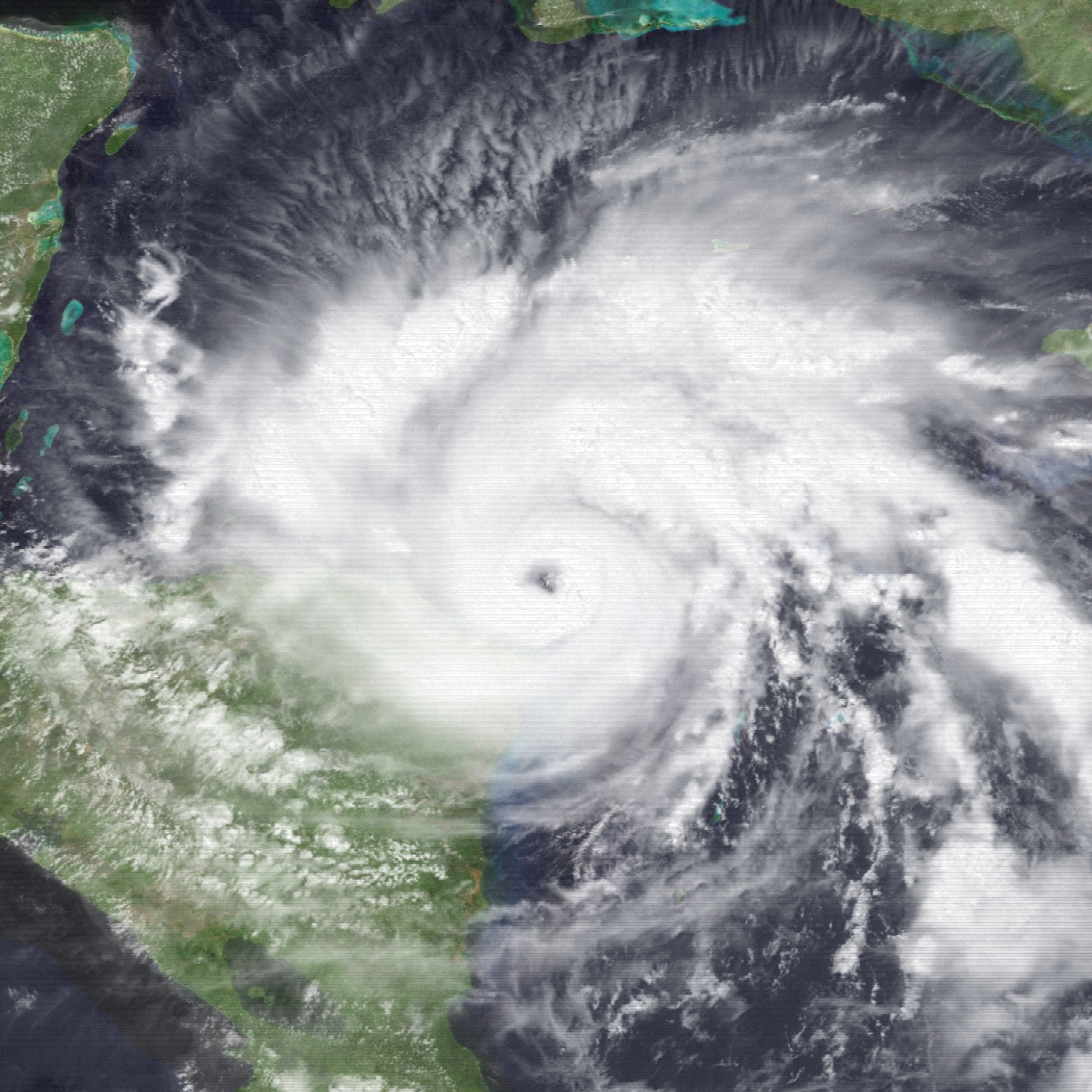
Huracán Greta-Olivia impactando en Belice en 1978

Los huracanes han jugado un papel devastador en la historia de Belice. En 1931, un huracán sin nombre destruyó dos tercios de los edificios de Ciudad de Belice y mató a más de 1000 personas. En 1955, el huracán Janet arrasó el pueblo septentrional de Corozal. Seis años más tarde, el huracán Hattie golpeó la costa central del país, con vientos de más de 300 km/h y olas de tormenta de 4 m. La devastación de Ciudad de Belice por segunda vez en 30 años hizo que la capital se trasladará a la ciudad planificada de Belmopán, 80 km tierra adentro. En 1978, el huracán Greta-Olivia devastó de nuevo Belice, causando daños por valor de más de 25 millones de dólares en la costa meridional.
Tras 20 años en los que Belice empezaba a considerarse zona libre de huracanes, el huracán Mitch (octubre de 1998) causó tal revuelo que se creó la NEMO, la Organización para la gestión de emergencias nacionales. Dos años después, la tormenta tropical Chantal y el huracán Keith pusieron a Belice en el mapa de los huracanes de nuevo.
En 2001, el huracán Iris barrió la parte sur de Belice causando daños por valor de cientos de millones en la industria bananera, acabando con los cítricos y el turismo en la zona. Seis años después, la furia del huracán Dean, de categoría 5, impactó en Yucatán, en Mahahual y Corozal, en el norte de Belice, causando daños en la industria de la papaya y la caña de azúcar.

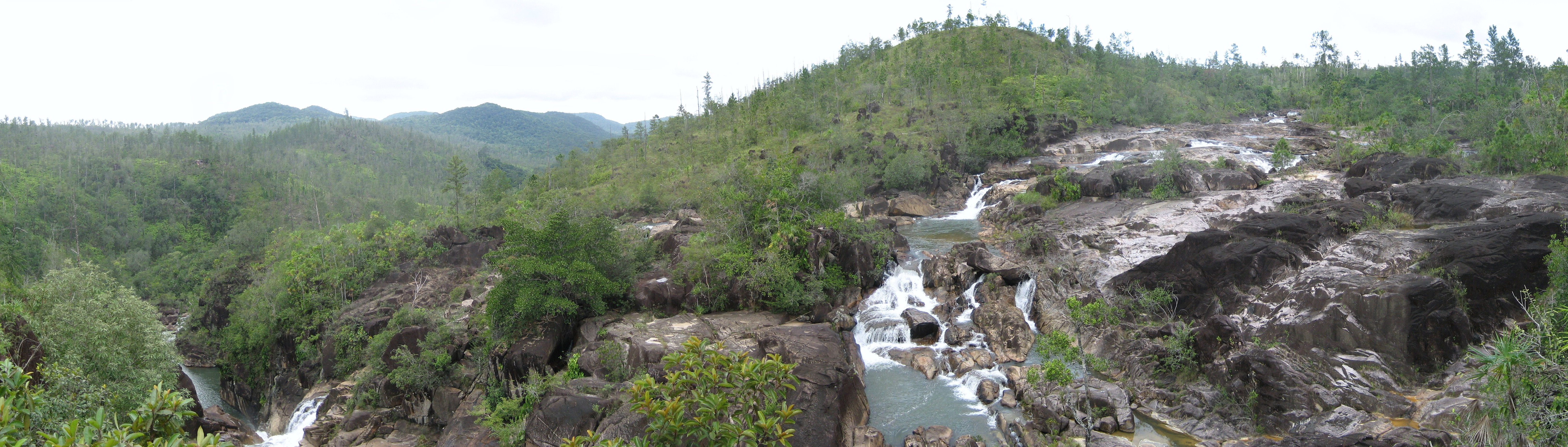
Reserva de Mountain Pine Ridge, en Belice

## Vegetación y fauna

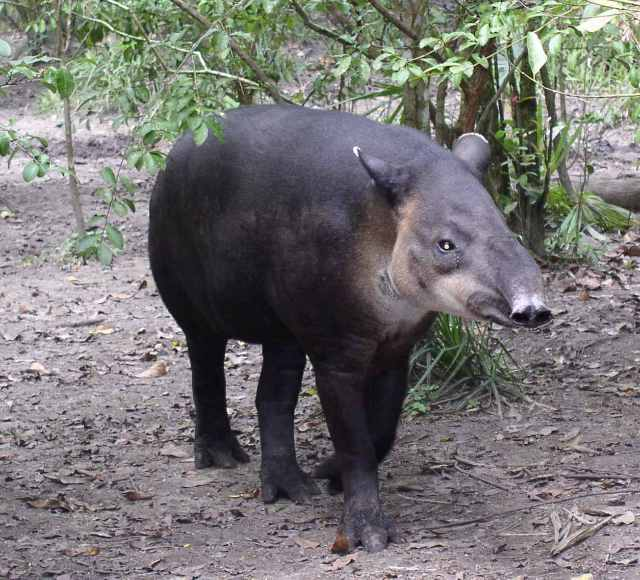
Tapir centroamericano, el animal nacional de Belice

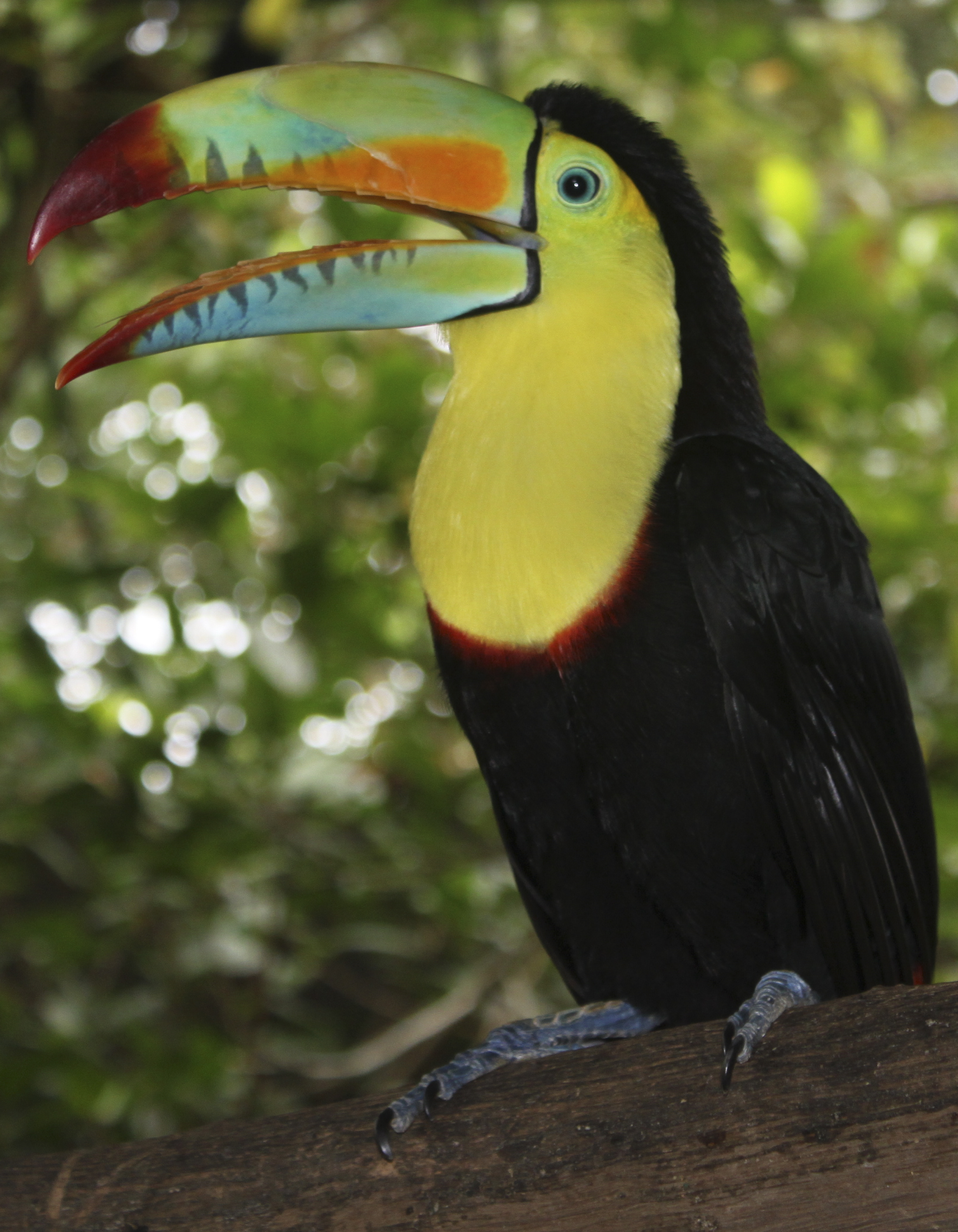
Tucán piquiverde, el ave nacional de Belice

Hay más de 4000 especies de plantas con flores en Belice. Cerca de 300 son especies de orquídeas y hay unas 100 especies de mamíferos, entre los cuales destacan el jaguar, el ocelote, el gato tigre, el yaguarundí, el puma, el tamandua, el tapir centroamericano, el mono araña de Geoffroy, el mono aullador negro, zorros, coatíes, el armadillo de nueve bandas, el manatí del Caribe, zorrillos, coyotes y kinkajús. También hay un centenar de reptiles y anfibios.
Entre las aves destacan las acuáticas como el suirirí bicolor, loros y peroquitos como el loro de cabeza amarilla o loro rey, pájaros cantores como la reinita de manglar, rapaces como la arpía mayor, aves terrestres como el pavo ocelado, apódidos como el vencejo de Vaux, pájaros carpinteros como el carpintero yucateco, tucanes como el tucán pico iris, el pájaro nacional de Belice, y chotacabras como el chotacabras guatemalteco, hasta unas 600 especies.

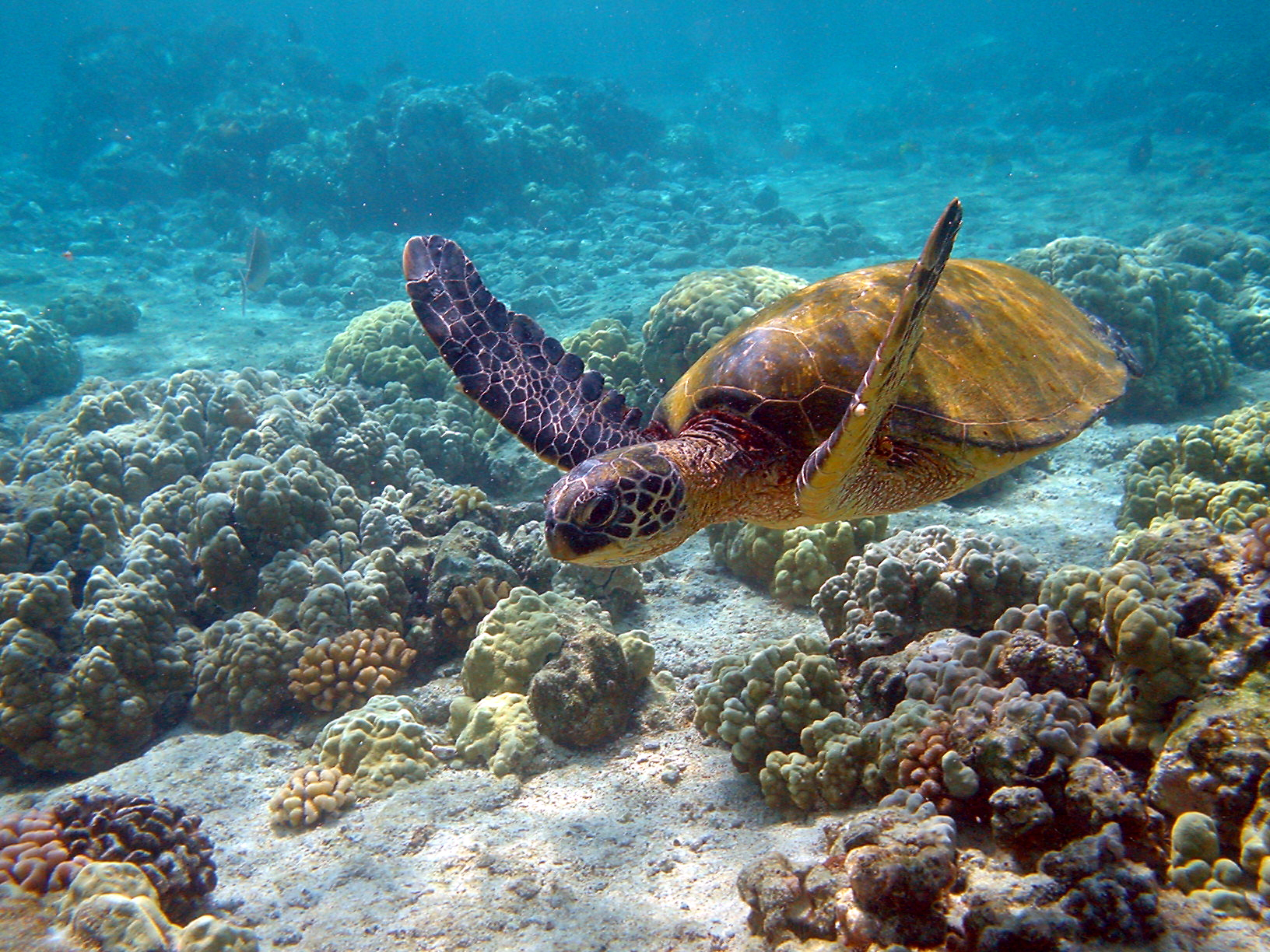
Tortuga verde marina

En la Reserva forestal de Mountain Pine Ridge, que cubre 430 km² en los montes Maya, un macizo de granito de suelos arenosos con áreas de caliza al oeste repletas de cuevas y dolinas, entre 400 y 700 m, predominan los pinos, a pesar de estar en el trópico y en una zona lluviosa. Domina el Pinus caribaea o pino de Honduras, que solo crece en América Central, mezclado con los llamados bosques húmedos de Petén-Veracruz.
En los atolones, como en Lighthouse Reef, la flora es ante todo de cocoteros y algún bosquecillo de Cordia sebestena. En el Cayo de la Media Luna hay colonias de fragatas reales y piqueros patirrojos, y en Cayo Largo hay palomas coronitas. También se encuentra el cocodrilo americano, tres tipos de tortuga (carey, boba y verde) y, entre los peces, Clepticus parrae y Chromis cyanea.

## Áreas protegidas de Belice

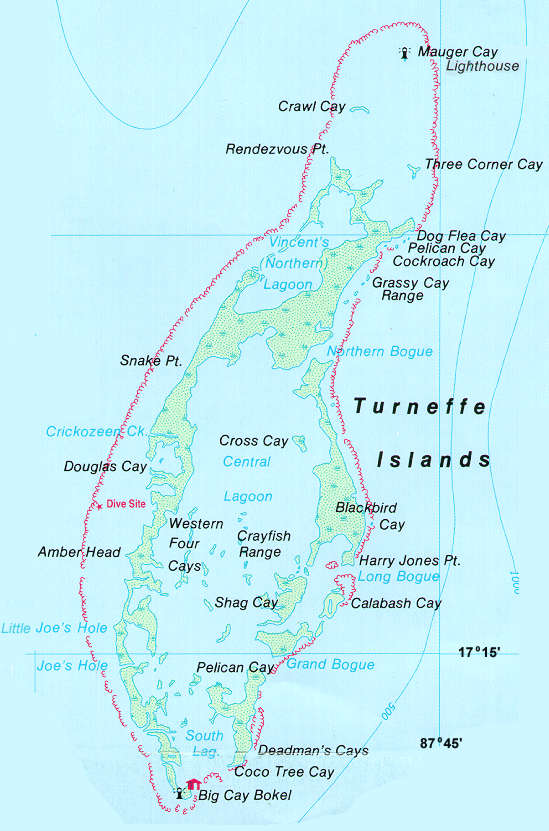
Mapa del atolón Turneffe, en Belice.

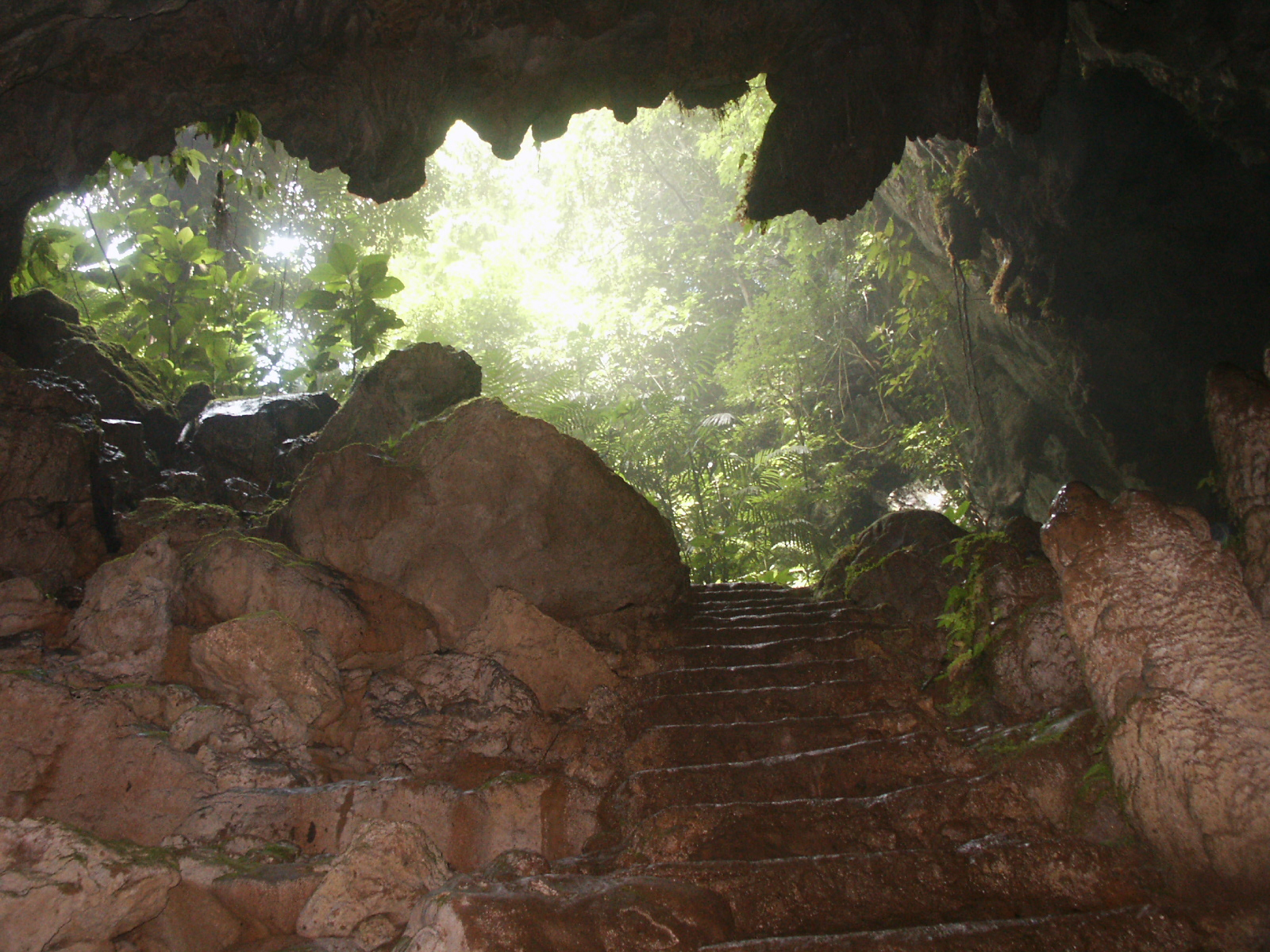
Parque nacional Blue Hole

Según la IUCN, en Belice hay 120 áreas protegidas que representan 8.402 km², el 37,68% del país, además de 3.654 km² de áreas marinas, el 10,08% de los 36.250 km² que ocupan de sus aguas territoriales. De estas, 18 son parques nacionales, 8 son reservas marinas, 4 son reservas naturales, 18 son reservas forestales, 5 son monumentos naturales, 8 son santuarios de la naturaleza, 8 son reservas privadas, 6 son reservas públicas, 16 son reservas arqueológicas y 1 es un manglar (cayo San Jorge). Además, hay 1 patrimonio de la humanidad, 2 sitios Ramsar que ocupan 236 km² (Crooked Tree y parque nacional Sarstoon Temash) y 6 IBAs (Important Bird & Biodiversity Areas) que ocupan 31.346 km².
El Gobierno de Belice ha creado corredores naturales que permiten a los animales desplazarse entre los hábitats protegidos. La primera zona protegida y probablemente la más importante sea el santuario reserva natural de Cockscomb (Cockscomb Basin Wildlife Sanctuary) creado en los años 1980 en la vertiente oriental de los montes Maya para la preservación del jaguar.

### Parques nacionales de Belice
- Parque nacional de Aguas Turbias,[22] en el noroeste de Belice, donde este país se encuentra con México y Guatemala, países que añaden zonas protegidas. Bosque de hoja ancha de unos 36 km² protegidos. Forma parte del Corredor Biológico Mesoamericano.[23]
- Parque nacional y reserva marina Bacalar Chico
- Parque nacional Billy Barquedier
- Parque nacional Chiquibul
- Parque nacional Lago Five Blues, parcela de 4 ha de bosque tropical rodeada por 16 km² de colinas calizas, un lago azul de 60 m de profundidad rodeado de selva con 200 tipos de aves y 20 especies de mamíferos a 35 km al sudeste de Belmopán.[24]
- Parque nacional laguna Gra Gra, 485 ha cerca de la costa al sur de Dangriga, con una laguna de 120 ha en el centro. Manglares con tres especies: manglar rojo, mangle blanco y Laguncularia racemosa.[25]
- Parque nacional Guanacaste, a solo 3 km de la capital Belmopán, en la confluencia de los ríos Belice y Roaring Creek. Apenas ocupa 20 ha y consiste en bosque secundario con bromelias y con hormigas cortadoras de hojas.[26]
- Parque nacional Honey Camp, 3.150 ha en el Corredor Biológico del Norte de Belice.[27]
- Parque nacional Cayo Laughing Bird
- Parque nacional Mayflower Bocawina[28]
- Parque nacional Monkey Bay, 433 ha de bosque tropical, riberas y sabana, en el centro de Belice a lo largo del río Sibun.[29]
- Parque nacional Elijio Panti, 53 km² al oeste de Belice. Zona montañosa calcárea con numerosas cuevas donde los mayas celebraban rituales, cascadas y lagunas.[30]
- Parque nacional de Payne's Creek, 152 km², sudeste de Belice, zona costera.
- Parque nacional Peccary Hills
- Parque nacional Río Blanco[31]
- Parque nacional Sarstoon Temash
- Parque nacional Blue Hole (St. Herman’s Blue Hole)[32]